# 精靈寶鑽
《精靈寶鑽錄》（英語：The Silmarillion）是一部英國奇幻小說。由英國作家克里斯托夫·托爾金，收集其父J·R·R·托爾金生前遺稿後，編輯及出版。內容敘述「哈比人歷險記」及「魔戒」之前的紀元所發生的事，是「中土世界」系列的故事之一。

## 內容
《精靈寶鑽錄》分為五大部分。
- 埃努的大樂章　The Ainulindale
- 維拉本紀　The Valaquenta
- 精靈寶鑽爭戰史　The Quenta Silmarillion
- 努曼諾爾淪亡史　The Akallabeth
- 魔戒及第三紀元　Of the Rings of Power and the Third Age

這五大部分被一些讀者聯想到《聖經》的三卷。這五大部分，作者稱從精靈語翻譯成英文。
這些部分最初是分開的寫作，但作者J·R·R·托爾金明確地希望它們一起被出版。因為他在未完成重寫這些不同的傳記時就去世了，而克里斯托夫也提取了父親—更舊的作品去填滿這本書。
《精靈寶鑽錄》，與其它托爾金的作品一起被收藏，譬如《未完成的故事》（Unfinished Tales）和《中土世界的歷史》（The History of Middle-earth），皆是托爾金逝世後才出版。這些作品，形成一全面性、但未完成之敘事，敘事描述一架空宇宙世界，《哈比人歷險記》和《魔戒》於此發生。
作为本书标题的《精靈寶鑽爭戰史》讲述了费诺众子为了争夺费诺所制作的被魔苟斯所窃取的三颗精靈寶鑽与其在中土大陆发生了长久的战争的悲剧故事。
《精靈寶鑽錄》題材大多自北歐神話探索的，包括芬蘭的《卡勒瓦拉》、冰島英雄傳奇，還有凱爾特神話。 例如，整個架空宇宙的上帝的名字，一如·伊露維塔Eru Iluvatar（眾生萬物之父）清楚地取材自北歐神話。埃努的大樂章The Ainulindale的莊嚴古體樣式取材自舊約聖經。 而努曼諾爾帝國Numenor的海島文明故事取材自亞特蘭提斯（Atlantis）傳說—— 托爾金給這個土地的名字當中一個是亞特蘭提（Atalante），雖然這是精靈語派生。
一些書中的著名章節：
- 《貝倫與露西安》　（Of Beren and Luthien）
- 《胡林的子女》　（The Narn i Chin Hurin）
- 《貢多林的陷落》　（The Fall of Gondolin）

## 創作

### 文本的發展
《精靈寶鑽》故事的最早期的草稿建於1917年，托爾金加入英军，在第一次世界大戰期間前往法國，不幸患上戰壕熱，被安置在一所軍事醫院。在那，他稱就是在這時候彙集《失落的故事之书》，包括《貢多林的陷落》和《貝倫與露西安》的故事。
在戰爭以後，他設法出版一些故事，但是許多出版社編輯拒絕他，關於他的作品作為「童話」不合適為成人讀者。他嘗試了改變風格，1937年已經被出版《哈比人歷險記》。但是那時候，《精靈寶鑽》被視為太複雜。出版商史坦利·昂溫請求托爾金為《哈比人歷險記》寫續集，誰知這部續集《魔戒》後來成為二十世紀最重要的作品之一。
托爾金在撰寫《魔戒》的過程中時常從《精靈寶鑽》中吸收靈感，把兩個故事聯結在一起，《魔戒》中的許多情節都與《精靈寶鑽》相互呼應，例如比爾博在瑞文戴爾所唱的埃蘭迪爾之歌:158-159。
托爾金從未摒棄過《精靈寶鑽》的這些故事。他認為《精靈寶鑽》是他最重要工作，不願放棄描述中土大陸的機會。幾十年期間他繼續從事寫作，校正和整頓他的想法，直到1973年逝世前也未停止過校正。

### 托爾金逝世後
在托爾金死亡以後幾年，克里斯托弗·托爾金繼續編輯他的父親的草稿，將許多僅僅是殘文斷章一一連貫，一致按年代編寫列表。在《精靈寶鑽爭戰史》較晚期、處於最概略狀況之部分，他與幻想作家蓋伊·凱從頭修編一篇記敘文。最後，包括家譜，地圖，1977年索引和一張精靈語的單詞名單也一同出版了。
對克里斯托弗·托爾金來說，他的父親希望《精靈寶鑽》可以出版，但是文本的狀況十分不容易被編輯。後來，《中土世界的历史》出版，讀者能看到出版版本與前作不相符，引起很多讀者不滿。克里斯托弗·托爾金說，若他能夠接觸原先父親所有的原稿（可惜沒有），1977年《精靈寶鑽》的確會不同。有一點必須記住的是，與父親相比，這個版本更像是兒子的產物。
在1980年代和1990年代期間，克里斯托弗·托爾金出版了大多由他的父親所寫的十二卷《中土世界的历史》。

## 中土大陸及西方大陸主神列表
- 曼威·甦利繆　Manwë Súlimo大氣之神。空中飞翔的鸟儿，吹拂与低谷的微风，都是他所喜爱的，鸟儿也乐于听从他的召唤，鹰是他的象征。
- 烏歐牟　Ulmo大海之神。他的灵魂在地球中的每一片水域中存在，帖勒瑞精灵乐于向他学习，他很少回到仙境，更多在地球中穿梭，主神通过他来获取信息。就算米尔寇冻住水源，也不能阻止他。
- 奧力·馬哈爾　Aulë Mahal大地之神。高耸的山脉，晶莹的宝石，灿烂的黄金，都是他最杰出的作品，他也因此乐此不疲。他创造了矮人，赋予他们坚硬的信念，良好的体力。他最喜爱诺多精灵，向他们传授技巧。
- 歐羅米·奧達隆　Oromë Aldaron狩獵之神。只要响起他的号角声，所有的邪恶都会逃窜。他热爱精灵与人类，即便诸神已经将他们抛弃，他也不曾远离中土世界。神驹纳哈尔是他的坐骑，踏雪无痕，速度如风。
- 內牟（曼督斯）　Námo（Mandos）冥王。曼督斯是他的居住地。掌管所有的魂灵，他也知道众生的命运，除了个别的以外。
- 伊爾牟（羅瑞安）　Irmo（Lórien）靈感之神，想像与梦的主宰，曼督斯之弟。羅瑞安是他的居住地。
- 托卡斯·阿斯佗多　Tulkas Astaldo 戰鬥之神。矫勇善战，是一个非常可靠的神灵。
- 瓦爾妲·埃蘭帖瑞　Varda Elentári 光之女神，曼威之妻。创造出了星辰，是精灵最喜爱的女神。伊尔碧绿斯，意为星辰之后，精灵在夜晚歌颂她；姬尔松奈爾，意为点亮星辰者。她的美远非笔墨所能形容，伊露维塔的光依旧在她的脸上所闪耀，米尔寇最怕的就是她。将双圣树最后的花与果实让奥利造成飞船，封为圣，规划航线，赐予他们光，命令两位迈雅驾驶，亦即后人们所知太阳与月亮。
- 雅凡娜·齊門泰芮　Yavanna Kementári植物女神，奥利的妻子，地球上的所有植物都是她创造的，从最渺小的菌类到最高大的古树，最艳丽夺目的花朵，她都知道。创造双圣树，照耀西方，后被米尔寇毁灭。
- 妮娜　Nienna悲哀女神，曼督斯和羅瑞安的姊妹。她了解悲伤，她的悲伤浩瀚无边，以至于乐曲中徒变为哀歌。
- 伊絲緹　Estë休憩女神，羅瑞安之妻。一切创伤的医治，让疲倦的人恢复精神，都是她的工作。
- 薇瑞　Vairë編織女神，雅凡娜的妹妹，曼督斯的妻子。编织着过去与未来的所有事情。
- 威娜　Vána百花女神，欧罗米之妻。她所经之处百花齐放，莺歌燕舞。
- 妮莎　Nessa舞蹈女神，欧罗米的妹妹，托卡斯之妻，是一个飞毛腿，常常与鹿群一起奔跑。
- 米爾寇·魔苟斯·包格力爾　Melkor Morgoth Bauglir天魔王，曼威的兄弟。中土世界和西方仙境的大敌，妄图想要奴役所有地球上的生命，扭曲精灵的内心，创造出了半兽人，他召唤漫游的神灵并引诱他们走入黑暗之道，堕落为炎魔，成为他的走狗。仿照樹人创造食人妖，但惧怕光。

## 中土大陸及西方大陸主要次级神列表
由於邁雅（次等神）為數眾多，故只列出幾個較為重要的
- 伊昂威Eönwë曼威的传令官和掌旗官，臂力超人。
- 伊爾瑪瑞Ilmarë瓦尔妲的侍女。
- 歐希Ossë乌欧牟的侍从，掌管中土大陆的内海。他经常掀起风暴，教会帖勒瑞精灵造船的技术，他很喜欢帖勒瑞精灵，与他们半师半友。帖勒瑞精灵本就是唱歌最好的，从此他们的歌声中，都有海浪拍激岩石的声响。
- 烏妮Uinen乌欧牟的侍从，歐希之妻。她喜爱海中的所有动物，常常与它们嬉戏玩耍。她是欧希的妻子，也能约束他。当风暴来临时，水手们呼唤她的名号，祈求她的帮助，她也会前来救助，努曼诺尔人把她和欧希当作维拉一般敬爱。
- 索瑪爾Salmar乌欧牟的侍从。为他制造号角。
- 索倫·戈索爾Sauron Gorthaur中土世界繼魔苟斯被打敗之後的又一個噩夢，制造至尊魔戒，意圖統治中土。
- 勾斯魔格Gothmog跟隨米爾寇墜落到黑暗的邁雅，炎魔之王，魔苟斯的副手。
- 美麗安Melian雅凡娜的近亲。嫁给精灵王庭葛，生下露西安‧提努维尔。她的歌声十分美妙，连维拉也会倾听。她在多瑞亞斯周圍筑起了环带，但却在庭葛死后離開而導致多瑞亞斯失去屏障。
- 雅瑞恩Arien驾驶太阳的迈雅，火焰神灵，双眼十分明亮，令人不能直视。
- 提里昂Tilion驾驶月亮的迈雅，欧罗米的猎手，喜爱一切银色的事物。
- 庫路尼爾（Curunír，薩魯曼）Saruman
- 歐絡因（Olórin，甘道夫）Gandalf
- 阿溫代（Aiwendil，瑞達加斯特）Radagast
- 阿尼達（Alatar，摩列達）Morinehtar
- 伯尼度（Pallando，羅密斯達奴）Rómestámo

## 評價
《精靈寶鑽》於1977年首次出版時，獲得了許多佳評，英國《衛報》評價說：「這本一個人寫作超過半世紀的作品，竟成為一群人的創作源頭，這是怎麼辦到的？」；《金融時報》評價說：「原本抱著創作英文神話的雄心，最後卻成了偉大的真神話！」。

## 翻譯
《精靈寶鑽》的中文譯本由台灣翻譯家鄧嘉宛翻譯，她將此書描述為「是一本歷史书，是震撼人心的悲劇」。

## 改編
由於托爾金遺產基金會仍保有《精靈寶鑽》的版權，因此《精靈寶鑽》至今尚未被改編成電影或其他作品。

## 外部連結
- A Background and History of The Silmarillion at Tolkien Online
- Chronology of The Silmarillion
- Guide to U.S. editions of Tolkien books including The Silmarillion （页面存档备份，存于）
- Article on collecting the The Silmarillion （页面存档备份，存于） on Tolkien Library （页面存档备份，存于）